# Lecania caracasae
Lecania caracasae là một loài ruồi trong họ Asilidae. Lecania caracasae được Martin miêu tả năm 1975.